# 卡洛·莫尔纳蒂
卡洛·莫尔纳蒂（義大利語：Carlo Mornati，1972年3月16日—），意大利男子赛艇运动员。他曾代表意大利参加1996年、2000年、2004年和2008年夏季奥林匹克运动会赛艇比赛。